# Fernando Noriega
Fernando Noriega Orozco (León, Guanajuato, 18 de junio de 1979) o conocido como Fernando Noriega, es un actor mexicano.

## Carrera artística
Formó parte de la séptima generación del Centro de Formación Actoral de TV Azteca, y estudió también en los talleres de creación de personaje en Casa Azul y el taller de cine del maestro Francisco Franco en 2005. En 1999 actuó en la obra Nacido al margen. Ha filmado diversos anuncios publicitarios. Ha participado en las telenovelas Enamórate, Machos, Top models, Amor en custodia y Se busca un hombre, de TV Azteca. Protagonizó el cortometraje La arena con el viento vuela (2004). Interpreta a Daniel en la película Más allá de mí, dirigida por Jesús Mario Lozano. 
En 2009, incursiona en las series de televisión con Glam Girls interpretando a Santiago Lombardi, el hermano de la protagonista. Rodó durante siete semanas el filme Where the Road Meets the Sun de la directora Mun Chee Yong en Los Ángeles. En esta cinta, Noriega da vida a Julio, un indocumentado que decide entrar a territorio norteamericano con la firme idea de buscar una vida mejor para su esposa y su pequeño hijo. 
Se trasladó en septiembre de 2009 a Monclova para ser el protagonista de la ópera prima del director David Castellanos, Vidas al máximo, un guion que trata el tema de la homosexualidad y en la que comparte créditos con Luis Ernesto Franco, Eiza González, Alejandro Nones, Susana Zabaleta y Carmen Salinas. 
El 15 de enero de 2010, comenzó a grabar la serie Morir en martes, que produce Televisa Networks y donde interpreta a Eugenio Mayer, un detective inexperto que está tras el caso de una estudiante que es encontrada asesinada en el primer capítulo.
En 2012, se traslada a Venezuela para ser el villano principal de la telenovela Dulce amargo producida por la cadena venezolana Televen, con alianza de Cadena Tres de México y Telemundo Estados Unidos. En 2014 apareció en el videoclip Do It again del dúo noruego Royksopp y la cantante Robyn, filmado en varios lugares de México. 
Donde también compartirá crédito con Erik Hayser, y la actriz venezolana Scarlet Ortiz.
En 2015, interpretó a «Willy» en la producción Bajo el mismo cielo, y en 2016 interpretó a Eutimio «Rojo» Flores en la producción, El Chema, papel que repitió en El señor de los cielos, entre 2018 y 2020.
En 2021, Noriega regresa a la televisión, siendo a través de la telenovela de Televisa ¿Qué le pasa a mi familia?, la cual, interpreta al personaje de Mariano Rueda —en reemplazo de Gonzalo Peña—, compartiendo escena principalmente junto a Eva Cedeño, Diana Bracho y Paulina Matos; su primera aparición fue al final del episodio «La quiero cada día más».

## Filmografía

### Cine
| Año  | Título                       | Rol                | Notas |
| ---- | ---------------------------- | ------------------ | ----- |
| 2006 | Efectos secundarios          | Totopo - 18 años   |       |
| 2008 | Enemigos íntimos             | Hombre en la playa |       |
| 2008 | Más allá de mí               | Daniel             |       |
| 2011 | Where the Road Meets the Sun | Julio              |       |
| 2013 | Nothing Against Life         | Felipe             |       |

### Televisión
| Año       | Título                      | Rol                             | Notas                                      |
| --------- | --------------------------- | ------------------------------- | ------------------------------------------ |
| 2001      | Lo que callamos las mujeres | Personaje desconocido           | Episodio: «Entre el silencio y la lealtad» |
| 2003      | Enamórate                   | El Ángel                        | Rol recurrente                             |
| 2004      | Soñarás                     | Jesús                           | Rol recurrente                             |
| 2004      | La heredera                 | Alan                            | Rol recurrente                             |
| 2005      | La vida es una canción      | Personaje desconocido           | Episodio: «Piel de niña»                   |
| 2005      | Top models                  | Martin Oliver del Río           | Rol recurrente                             |
| 2005      | Machos                      | Antonio Mercader                | Rol recurrente                             |
| 2005      | Ni una vez más              | Julián                          | Rol recurrente                             |
| 2005      | Amor en custodia            | Ramiro                          | Rol recurrente                             |
| 2007      | Se busca un hombre          | Ariel                           | Rol principal                              |
| 2008      | La doble vida               | Tomas                           |                                            |
| 2009      | Glam Girls                  | Santiago Lombardi               | Rol principal                              |
| 2009      | Sortilegio                  | Mario Aguirre                   | Rol recurrente                             |
| 2010-11   | Morir en martes             | Eugenio Mayer / Detective Mayer | Rol principal                              |
| 2012      | Dulce amargo                | Diego Piquer                    | Rol principal                              |
| 2015-2016 | Bajo el mismo cielo         | Willy López                     | Rol recurrente                             |
| 2016-2017 | El Chema                    | Eutimio "Rojo" Flores           | Rol principal                              |
| 2017-2019 | El señor de los cielos      | Eutimio "Rojo" Flores           | Rol principal                              |
| 2021      | ¿Qué le pasa a mi familia?  | Mariano Rueda Torres #2         | Rol principal                              |
| 2023      | Los 50                      | El mismo                        | Concursante                                |

### Teatro
| Año  | Título           | Rol | Notas |
| ---- | ---------------- | --- | ----- |
| 1999 | Nacido al margen | -   |       |